# Anguilla bengalensis labiata
Anguilla bengalensis labiata és una subespècie de peix pertanyent a la família dels anguíl·lids.
Es troba en aigües oceàniques. Menja crancs, granotes, insectes i peixos. És un peix d'aigua dolça, salabrosa i marina; demersal; catàdrom i de clima tropical. Es troba des de Kenya fins a Sud-àfrica, Reunió i Maurici, incloent-hi el riu Zambezi. Pot assolir els 15 anys. És inofensiu per als humans. Pot arribar a fer 175 cm de llargària màxima i 20 kg de pes. Cos clapejat de marró fosc. L'aleta caudal conflueix amb les aletes dorsal i anal, el que s'aprecia millor amb els exemplars joves que els grans.